# Ruggero Tita
Ruggero Tita (Rovereto, 20 de março de 1992) é um velejador italiano, campeão olímpico.

## Carreira
Tita participou dos Jogos Olímpicos de Verão de 2020 em Tóquio, onde participou da classe Nacra 17, conquistando a medalha de ouro ao lado de Caterina Banti com a totalização de 35 pontos ao final das treze regatas. Ambos voltaram a alcançar o topo do pódio nos Jogos de 2024, na mesma classe, com amplo domínio nas regatas em disputa.
Tita e Banti ganharam duas medalhas no Campeonato Mundial de Nacra 17, ouro em 2018 e bronze em 2017, e três medalhas de ouro no Campeonato Europeu de Nacra 17, entre 2017 e 2020.